# ジョン・テイラー (陸上選手)

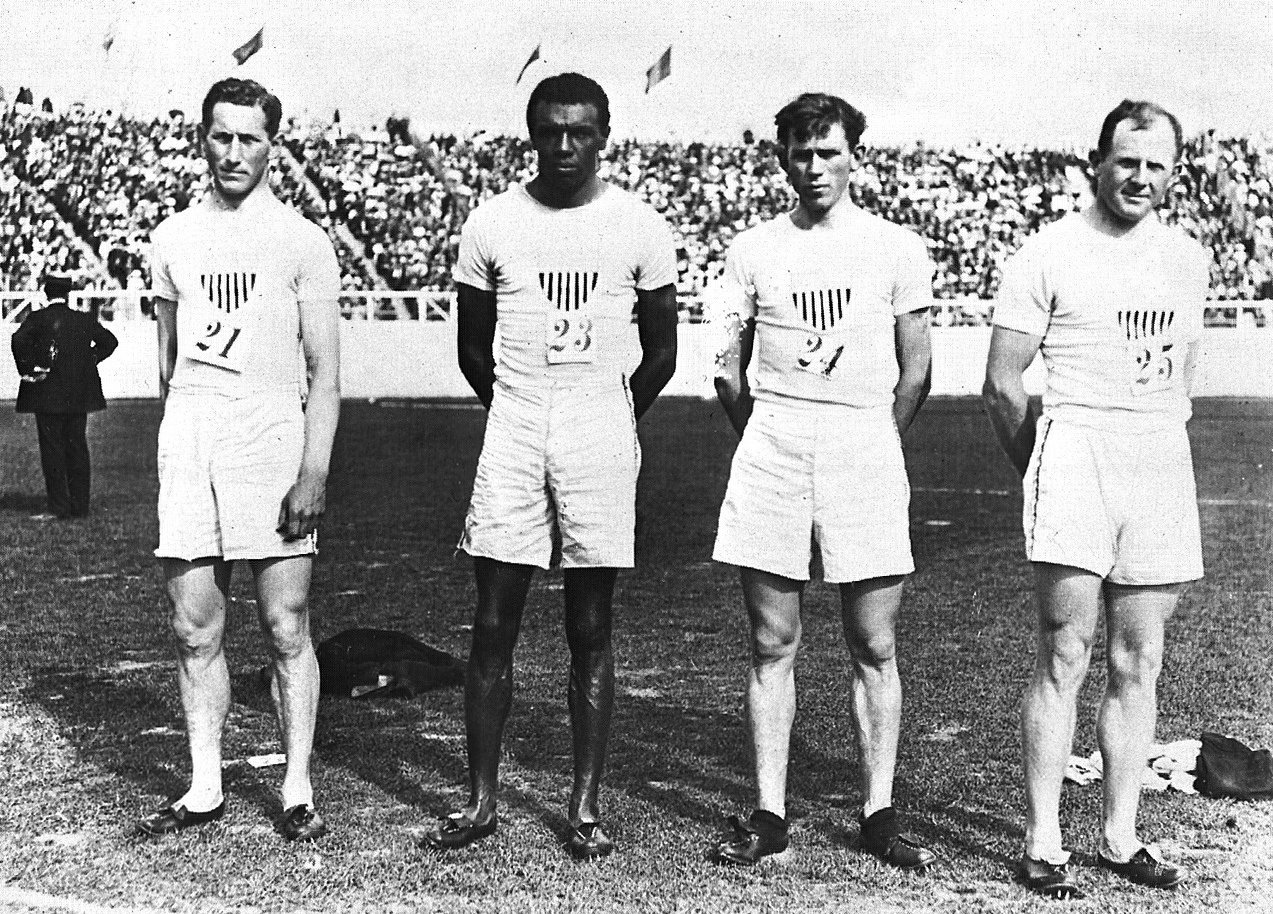
メドレーリレーチーム。左からカートメル、テイラー、シェパード、ハミルトン。

ジョン・バクスター・テイラーJr.（John Baxter Taylor, Jr.、1882年11月3日 - 1908年12月2日）は、アメリカ合衆国の陸上競技選手。20世紀初頭を代表する400mの選手であり、1908年ロンドンオリンピックでは金メダルを獲得。アフリカ系アメリカ人として初のオリンピック金メダリストとなった。

## 経歴
テイラーは、1908年ロンドンオリンピックではまず400m走に出場。予選で50.8秒、準決勝を49.8秒で決勝進出を決めた。決勝は3人のアメリカ選手と1人のイギリス選手の4人で争われた。しかし、テイラーは4位という結果に終わった。しかし、このレースはアメリカのジョン・カーペンターがイギリスのウィンダム・ハルスウェルの走路を妨害したとして失格と判定され、2日後に決勝をやり直すこととなった。これにアメリカは抗議し、テイラーはもう一人のアメリカ選手のウィリアム・ロビンスとともにやり直しのレースに出場しなかった。結局、このレースはハルスウェルが1人で走り、金メダルとなった。テイラーは400mのほかに、この大会でしか行われなかったメドレーリレーに出場（200m/200m/400m/800m）。テイラーは第3走者として400mのパートを受け持ち、ウィリアム・ハミルトン、ネイト・カートメル、メルビン・シェパードとともに金メダルを獲得した。
テイラーは、1908年にペンシルベニア大学の獣医学部を卒業。しかし、同年、彼は獣医となる前に腸チフスのため、この世を去った。